# 新宮 (詩歌)
《新宮》是一首先秦逸詩，篇名見於《左傳·昭公二十五年》與《儀禮·燕禮》，全詩已散佚。內容為新建宮室有關，風格與《詩經》相仿。
丘光庭《兼明書》有《補新宮》一首，係依據《詩經》體式和想象力編撰而成。